# Académie de la langue navajo
L’Académie de la langue navajo (Diné Bizaad Naalkaah en navajo et Navajo Language Academy en anglais) est une organisation sans but lucratif dévouée à l’étude scientifique et la promotion de la langue navajo. Elle est composée de professeurs de langue et de linguistes. Elle tient des ateliers d’apprentissage depuis l’été 1997.